# بالوما آرانز
بالوما آرانز (بالإسبانية: Paloma Arranz)‏ مواليد 15 أغسطس 1969، هي لاعبة كرة يد إسبانية سابقة. مثلت منتخب إسبانيا لكرة اليد للسيدات. شاركت في دورة الألعاب الأولمبية الصيفية سنة 1992.

## روابط خارجية
- بالوما آرانز على موقع أوليمبيديا (الإنجليزية)